# Ашлама-Дере
44°44′36″ пн. ш. 33°55′26″ сх. д. / 44.74338372476278° пн. ш. 33.923966784453825° сх. д.

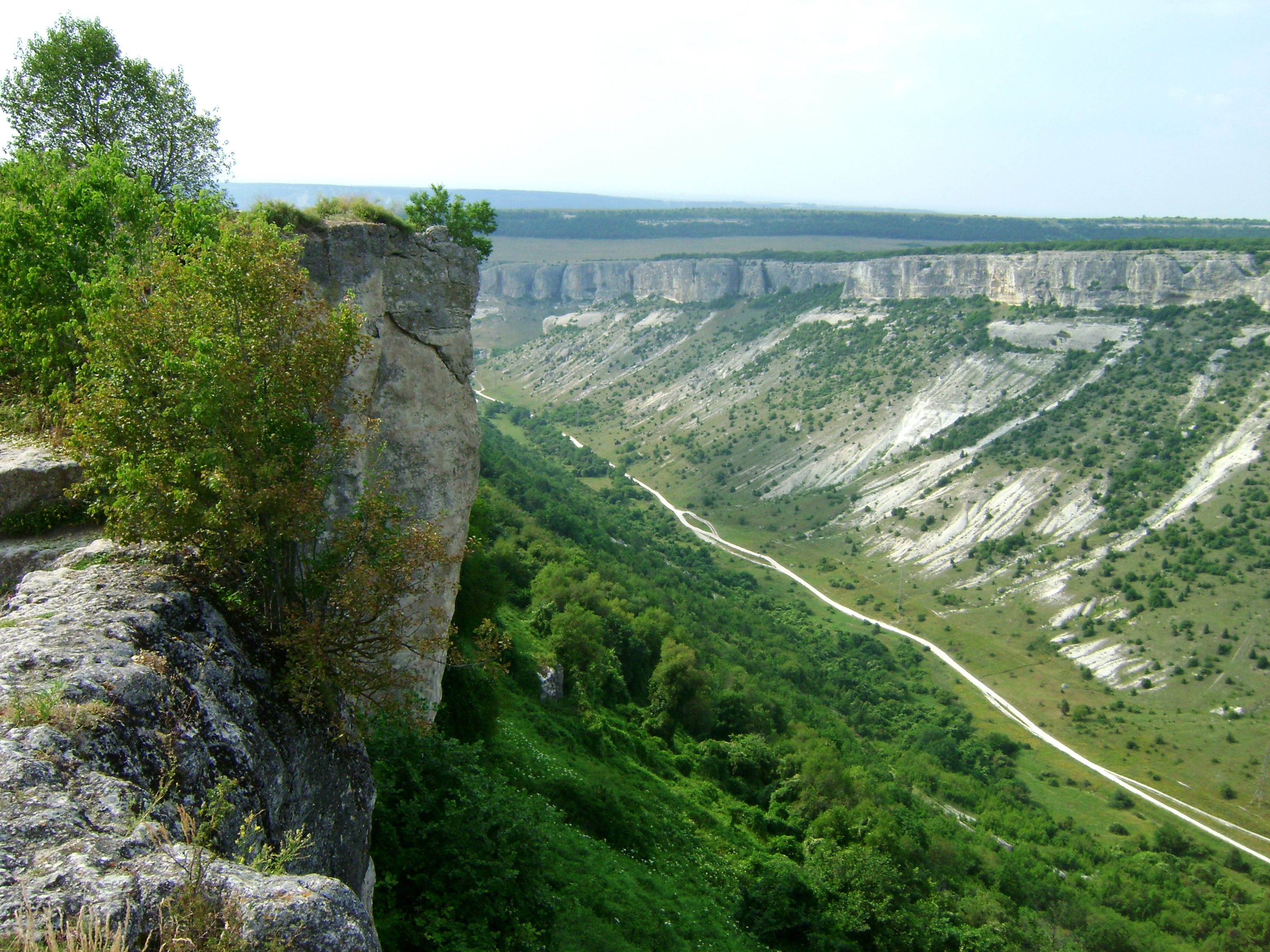
Вид на долину з Чуфут-Кале

 Ашлама-Дере (Біюк-Ашлама) — долина, балка в околицях Бахчисараю, простяглася вузькою смугою на 2 км між прямовисним плато Бурунчак і вапняковими схилами гори Беш-Кош (537 м), має клиноподібну форму, орієнтовану з північного заходу на південний схід.
Її контур, що розширюється на південь та має максимальну ширину в півкілометра (мінімальний — удвічі менше), поступово зливається з Йософатовою долиною. Вздовж всієї протяжності її перетинає дорога від передмість Бахчисарая до Біюк-Капу (південні ворота Чуфут-Кале). 
В урочищі Біюк-Ашлама-Дере бере початок річка Чурук-Су, що протікає Бахчисараєм, на заході міста впадає в річку Качу (загальна довжина річки 11 км)

## Археологія
У тальвезі (на найнижчій лінії) балки Ашлама-Дере було поселення таврів кизил-кобинської культури, за 3,5 км на схід від Старосільської околиці міста. 
Відкрито І. П. Кацуром і Я. А. Дубинським 1946 року. Досліджував X. І. Крис 1946, 1950, 1955 роках.
Протяжність поселення вздовж балки 300 м, ширина — не менше 50 м.
На площі поселення знайдено близько тисячі фрагментів кераміки, що датують VIII—VII ст. до н. е.